# Корнеев, Юрий Борисович
Юрий Борисович Корнеев (1921—1995) — русский поэт-переводчик.

## Биография
Родился 22 ноября (по другим источникам — 21-го) 1921 года в Ленинграде, в семье служащего. В 1939 году поступил в Юридический институт, после чего был призван в армию и принимал участие в Великой Отечественной войне. В 1950 году окончил 1-й Ленинградский педагогический институт иностранных языков.
Переводил поэзию и прозу с французского, немецкого, испанского, португальского и других языков. Ю. Б. Корнееву принадлежат переводы пьес Шекспира, Марло, Лопе де Вега и Клейста; лирики Маро, Вийона и Гюго; памятников европейского героического эпоса (в том числе «Песни о Сиде», «Песни о Роланде» и «Песни о Нибелунгах»). Лучшие поэтические переводы с французского вошли в составленную им самим антологию «Рог», впервые изданную в 1989 году. В 1991 году был удостоен французского Ордена искусств и литературы.

## Переводы
- Марло К.  Геро и Леандр  / пер. Ю. Б. Корнеева // Марло К. Соч. М. : Государственное издательство художественной литературы, 1961. С. 587–609.
- Марло К.  Парижская резня / пер. Ю. Б. Корнеева // Марло К. Соч. М. : Государственное издательство художественной литературы, 1961. С. 527–585.